# Znojmo (stacja kolejowa)
Znojmo – stacja kolejowa w Znojmie, w kraju południowomorawskim, w Czechach przy ulicy Dr. Milady Horákové 2239/12. Jest ważnym węzłem kolejowym o znaczeniu regionalnym. Znajduje się na wysokości 265 m n.p.m.
Jest zarządzana przez Správę železnic. Na stacji znajdują się kasy biletowe, na których istnieje możliwość zakupu biletów na wszystkie pociągi w tym międzynarodowe oraz rezerwacji miejsc.

## Linie kolejowe
- 241 Znojmo - Okříšky
- 246 Břeclav - Znojmo
- 248 Znojmo - Retz